# Millerite
La millerite è il minerale più ricco di nichel, ma troppo raro e disperso per essere utilizzato per la sua estrazione. Deve il suo nome a William Hallowes Miller.

## Abito cristallino

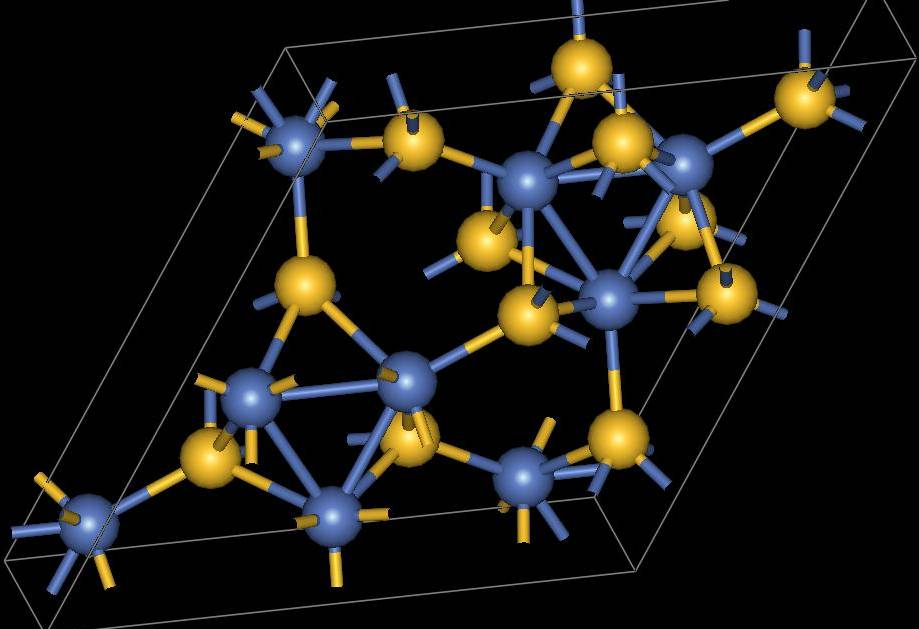
Struttura della millerite

Aciculare, massivo.

## Origine e giacitura
Nella cavità di masse di ematite o siderite, nei marmi o nelle vene di calcite. Il minerale si trova anche assieme a minerali nicheliferi in varie miniere o in giacimenti di carbone o in geodi di quarzo o nelle cave di calcare o dolomite.

## Forma in cui si presenta in natura
In masse compatte lamellari o in piccoli cristalli aciculari.

## Caratteristiche chimico-fisiche

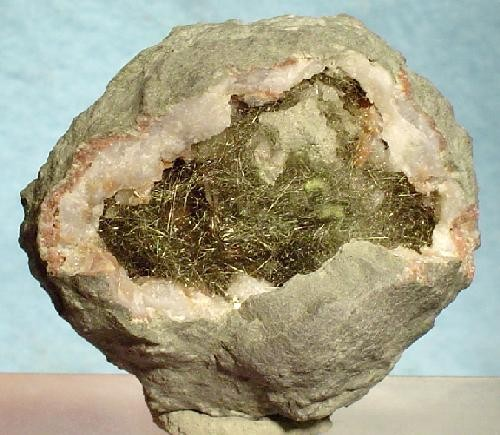
Aghetti di millerite entro una geode di quarzo

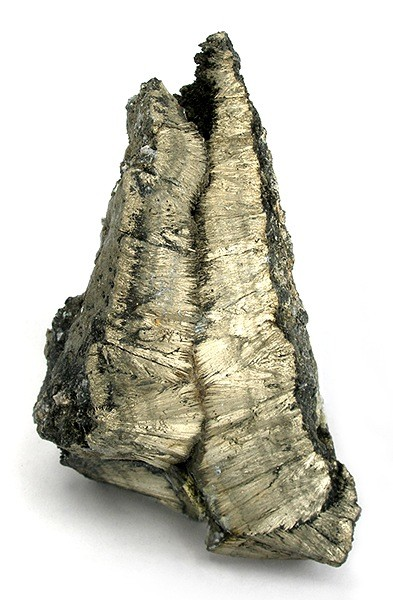
Campione color grigio ottone di millerite

Il minerale è solubile in acido nitrico.
Composizione chimica = 64,67 % nichel, 35,33 zolfo.
Peso molecolare = 90.76 grammomolecole.
Indice fermioni = 0,0099573802
Indice bosoni = 0,9900426198
Indici di fotoelettricità:
- PE=27,75 barn/elettroni
- ρ densità elettroni = 414,51 barn/cc

GRapi = (non radioattivo).
Per alterazione il minerale si ricopre in idrossido di nichel (chiamato anche jamborite) o di carbonati di nichel.

## Località di ritrovamento
- In Europa: presso Siegen in Vestfalia (Germania); a Kladno-Rodna (ex-Cecoslovacchia);[3]
  - In Italia: Cà de' Ladri, Montacuto Ragazza (provincia di Bologna); Castelluccio di Moscheda (provincia di Modena); in alcune miniere della Sardegna.[3]
- Nelle Americhe: nella zona di Keotuk in Iowa e nelle regioni limitrofe ad essa (Stati Uniti); a Timagami nell'Ontario (Canada).[3]